# Rogernomics

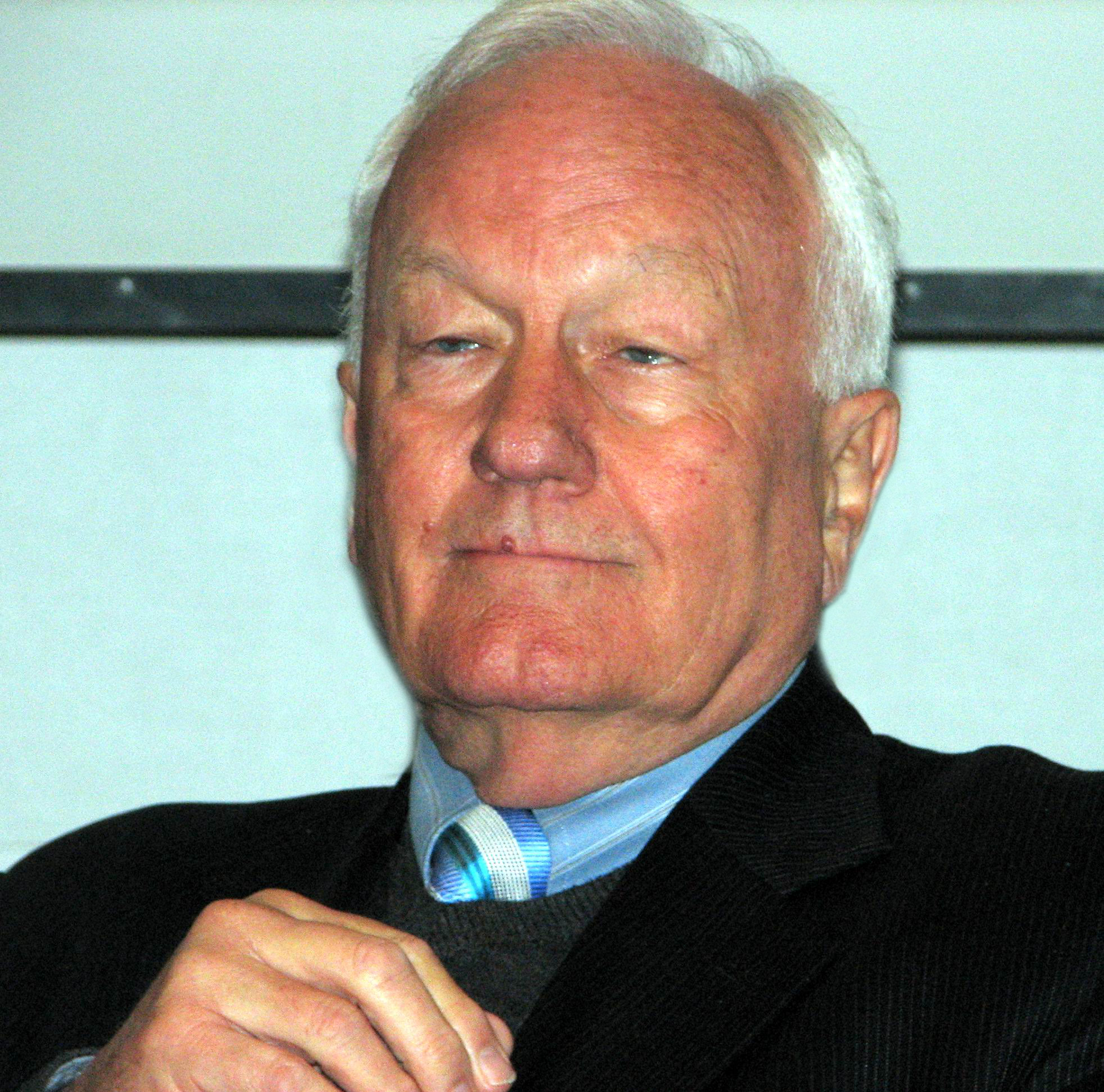
Roger Douglas nel 2008

Il termine rogernomics, sincrasi tra "Roger" e "economics", è stato coniato dai giornalisti della rivista New Zealand Listener in analogia con il termine reaganomics, per descrivere le politiche economiche seguite da Roger Douglas dopo la sua nomina nel 1984 come ministro delle Finanze nel quarto governo laburista della Nuova Zelanda.
La rogernomics è stata caratterizzata dalla ristrutturazione guidata dal mercato, dalla deregolazione e dal controllo dell'inflazione attraverso una politica monetaria restrittiva, accompagnata da un tasso di cambio fluttuante e dalla riduzione del deficit fiscale.
Douglas proviene dall'area laburista e l'adozione del suo governo di politiche economiche di solito associate alla parte conservatrice dello schieramento politico, è stata oggetto di lunghe controversie.